# Valines
Pour l’article ayant un titre homophone, voir Valine.
Valines est une commune française située dans le département de la Somme, en région Hauts-de-France.
Depuis le 29 juillet 2020, la commune fait partie du parc naturel régional Baie de Somme - Picardie maritime.

## Géographie

### Localisation
Valines est un village picard du Vimeu.
Limitrophe de Feuquières-en-Vimeu, la localité est située à 6 km à l'est de Friville-Escarbotin, 15 km au nord-est d'Eu-le-Tréport, 16 km au sud-ouest d'Abbeville et à 52 km au nord-ouest d'Amiens, à vol d'oiseau.
Le territoire de la commune est limitrophe de ceux de cinq communes.
Les communes limitrophes sont Ochancourt, Chépy, Feuquières-en-Vimeu, Franleu et Nibas.

### Hydrographie
La commune est située dans le bassin Artois-Picardie. Elle n'est drainée par aucun cours d'eau.

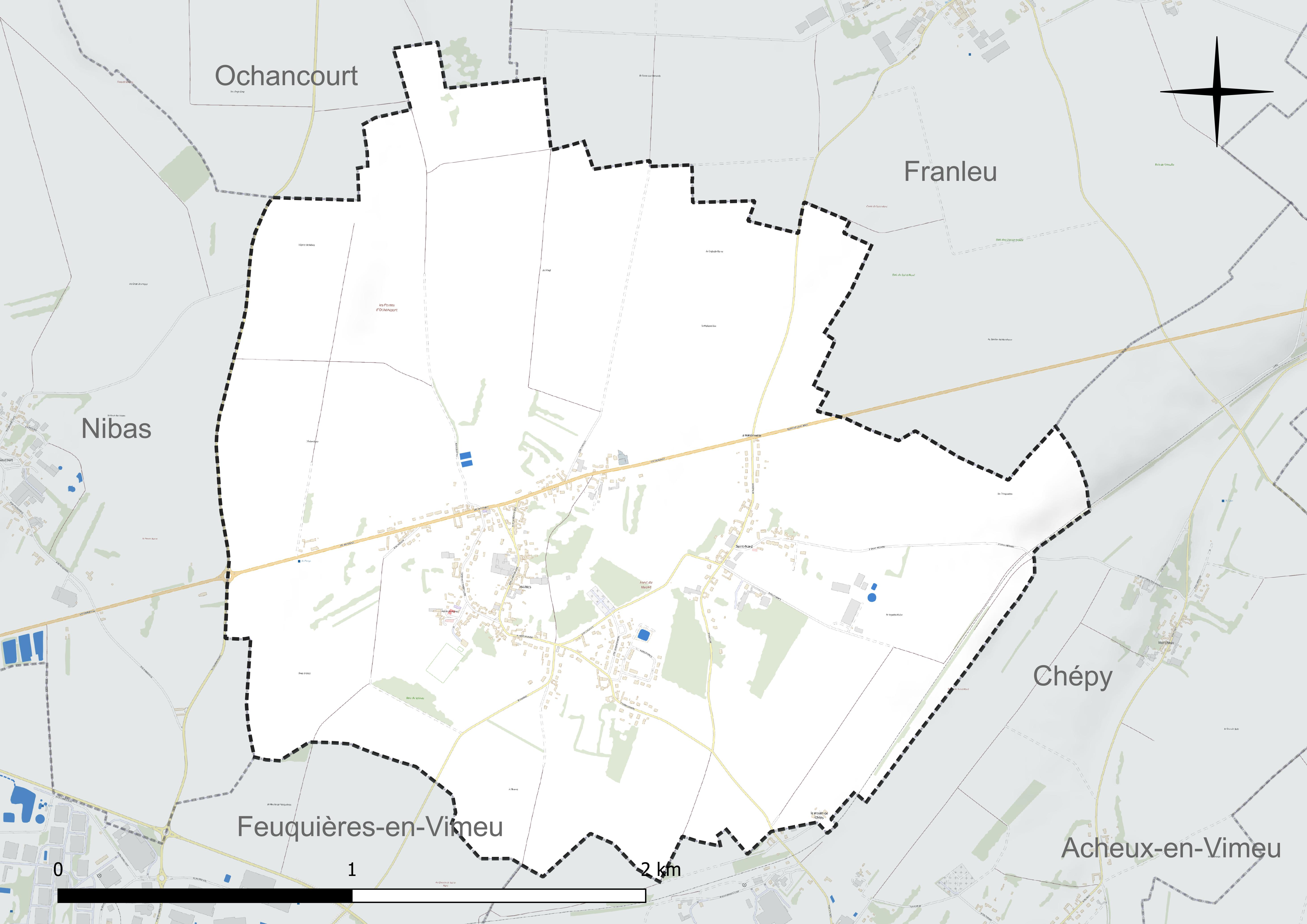
Réseau hydrographique de Valines.

### Climat
Pour des articles plus généraux, voir Climat des Hauts-de-France et Climat de la Somme.
En 2010, le climat de la commune est de type climat océanique franc, selon une étude du CNRS s'appuyant sur une série de données couvrant la période 1971-2000. En 2020, Météo-France publie une typologie des climats de la France métropolitaine dans laquelle la commune est exposée à un climat océanique et est dans la région climatique Côtes de la Manche orientale, caractérisée par un faible ensoleillement (1 550 h/an) ; forte humidité de l'air (plus de 20 h/jour avec humidité relative > 80 % en hiver), vents forts fréquents.
Pour la période 1971-2000, la température annuelle moyenne est de 10,3 °C, avec une amplitude thermique annuelle de 13,3 °C. Le cumul annuel moyen de précipitations est de 871 mm, avec 12,6 jours de précipitations en janvier et 8,7 jours en juillet. Pour la période 1991-2020, la température moyenne annuelle observée sur la station météorologique la plus proche, située sur la commune d'Abbeville à 15 km à vol d'oiseau, est de 11,0 °C et le cumul annuel moyen de précipitations est de 806,2 mm,. Pour l'avenir, les paramètres climatiques de la commune estimés pour 2050 selon différents scénarios d'émission de gaz à effet de serre sont consultables sur un site dédié publié par Météo-France en novembre 2022.

## Urbanisme

### Typologie
Au 1er janvier 2024, Valines est catégorisée commune rurale à habitat dispersé, selon la nouvelle grille communale de densité à sept niveaux définie par l'Insee en 2022.
Elle est située hors unité urbaine. Par ailleurs la commune fait partie de l'aire d'attraction de Friville-Escarbotin, dont elle est une commune de la couronne,. Cette aire, qui regroupe 33 communes, est catégorisée dans les aires de moins de 50 000 habitants,.

### Occupation des sols
L'occupation des sols de la commune, telle qu'elle ressort de la base de données européenne d'occupation biophysique des sols Corine Land Cover (CLC), est marquée par l'importance des territoires agricoles (92,6 % en 2018), une proportion identique à celle de 1990 (92,6 %). La répartition détaillée en 2018 est la suivante : 
terres arables (67,9 %), prairies (12,7 %), zones agricoles hétérogènes (12 %), zones urbanisées (7,4 %). L'évolution de l'occupation des sols de la commune et de ses infrastructures peut être observée sur les différentes représentations cartographiques du territoire : la carte de Cassini (XVIIIe siècle), la carte d'état-major (1820-1866) et les cartes ou photos aériennes de l'IGN pour la période actuelle (1950 à aujourd'hui).

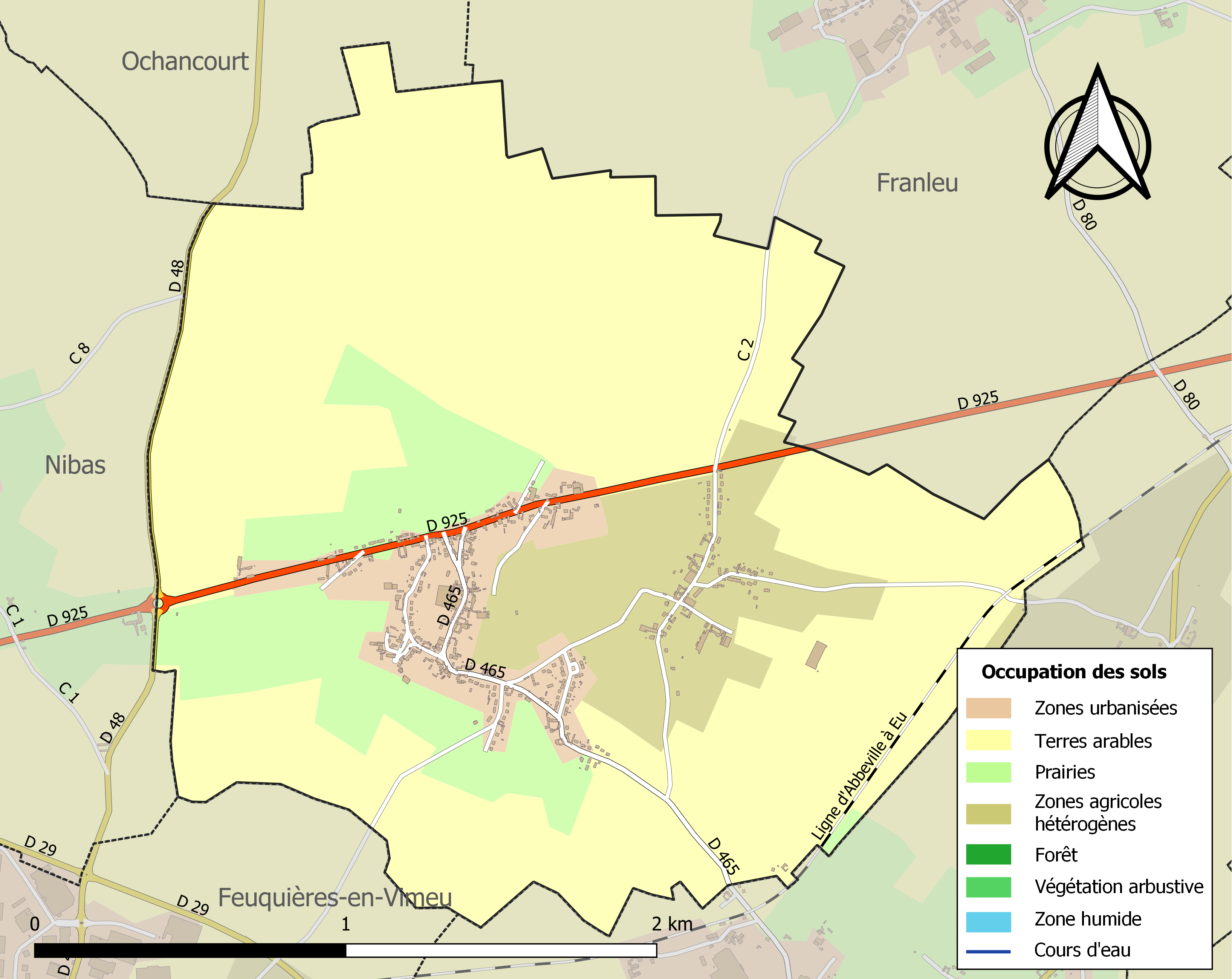
Carte des infrastructures et de l'occupation des sols de la commune en 2018 (CLC).

### Voies de communication et transports
Valines est traversée, dans la partie nord-ouest de son agglomération, par l'axe Abbeville - Le Tréport, la route départementale 925.
En 2019, elle est desservie par la ligne d'autocars no 2 (Mers-les-Bains - Friville - Abbeville) du réseau Trans'80, Hauts-de-France, chaque jour de la semaine sauf le dimanche et les jours fériés.

## Toponymie
Le nom de la localité est attesté sous les formes Valignes (1175) ; Valines (122.) ; Vallines (1423) ; Vaillins (1423) ; Vaillines (1423) ; Valanier (1638) ; Valine (1728) ; Valaines (1761) ; Valaine-Saint-Marc (1763).
Toponyme composé de l'élément val et du suffixe -ina.

## Histoire
Jacques Le Roy achète le village à Pierre de Melun, prince d'Épinoy, en 1585. Il devient alors écuyer, seigneur de Valines. La famille y reste jusqu'en 1764.
En 1764, Charles-François-Joseph de Valines, dix-sept ans, écuyer, seigneur du lieu, est supplicié et brûlé à Abbeville pour avoir empoisonné à l'arsenic ses parents, le sieur de Riencourt, et tenté la même chose avec ses tante et oncle maternels, madame et monsieur de Vieulaines et sept autres personnes.

### Première Guerre mondiale
Après avoir combattu pour l'armée britannique, des soldats indiens ont été mis en réserve dans les villages du Vimeu à partir de 1916. À Valines, ils sont particulièrement nombreux, des liens se créent avec la population.

## Politique et administration
| Période                                  | Période                   | Identité           | Étiquette | Qualité                         |
| ---------------------------------------- | ------------------------- | ------------------ | --------- | ------------------------------- |
| Les données manquantes sont à compléter. |                           |                    |           |                                 |
| 1971                                     | 1983                      | Michel Deguerville |           |                                 |
| 1983                                     | 1989                      | Jean-Marc Daboval  | PCF       |                                 |
| 1989                                     | mars 2008                 | Michel Deguerville |           |                                 |
| mars 2008                                | En cours (au 26 mai 2020) | Jacquy Manier      |           | Réélu pour le mandat 2020-2026, |

### Tendances politiques et résultats
| Scrutin              | 1er tour | 1er tour | 1er tour | 1er tour | 1er tour | 1er tour | 1er tour | 1er tour | 1er tour | 1er tour | 1er tour | 1er tour |     | 2e tour | 2e tour | 2e tour | 2e tour | 2e tour | 2e tour | 2e tour | 2e tour | 2e tour |
| Scrutin              | 1er      | 1er      | %        | 2e       | 2e       | %        | 3e       | 3e       | %        | 4e       | 4e       | %        | 1er | 1er     | %       | 2e      | 2e      | %       | 3e      | 3e      | %       |         |
| -------------------- | -------- | -------- | -------- | -------- | -------- | -------- | -------- | -------- | -------- | -------- | -------- | -------- | --- | ------- | ------- | ------- | ------- | ------- | ------- | ------- | ------- | ------- |
| Départementales 2021 |          | UCD      | 31,14    |          | DVG      | 25,75    |          | RN       | 23,95    |          | UGE      | 19,16    |     |         | UCD     | 61,54   |         | UGE     | 38,46   |         |         |         |
| Régionales 2021      |          | UCD      | 44,38    |          | RN       | 23,08    |          | UGE      | 10,06    |          | LREM     | 10,06    |     | UCD     | 60,12   |         | RN      | 22,62   |         | UGE     | 17,26   |         |
| Présidentielle 2022  |          | RN       | 36,10    |          | LREM     | 21,16    |          | LFI      | 16,62    |          | LR       | 6,49     |     | RN      | 58,94   |         | LREM    | 41,06   |         |         |         |         |
| Législatives 2022    |          | RN       | 34,04    |          | LR       | 26,32    |          | PCF      | 23,16    |          | LREM     | 12,98    |     | LR      | 55,46   |         | RN      | 44,54   |         |         |         |         |
| Européennes 2024     |          | RN       | 52,75    |          | RE       | 11,36    |          | DVD      | 6,96     |          | LR       | 6,59     |     |         |         |         |         |         |         |         |         |         |
| Législatives 2024    |          | RN       | 51,41    |          | LR       | 26,84    |          | PCF      | 14,97    |          | HOR      | 5,37     |     | RN      | 59,05   |         | LR      | 40,95   |         |         |         |         |

## Population et société

### Démographie
L'évolution du nombre d'habitants est connue à travers les recensements de la population effectués dans la commune depuis 1793. Pour les communes de moins de 10 000 habitants, une enquête de recensement portant sur toute la population est réalisée tous les cinq ans, les populations de référence des années intermédiaires étant quant à elles estimées par interpolation ou extrapolation. Pour la commune, le premier recensement exhaustif entrant dans le cadre du nouveau dispositif a été réalisé en 2008.

En 2022, la commune comptait 638 habitants, en évolution de +0,31 % par rapport à 2016 (Somme : −1,26 %, France hors Mayotte : +2,11 %).
| 1793 | 1800 | 1806 | 1821 | 1831 | 1836 | 1841 | 1846 | 1851 |
| ---- | ---- | ---- | ---- | ---- | ---- | ---- | ---- | ---- |
| 503  | 459  | 483  | 545  | 551  | 600  | 581  | 649  | 621  |

| 1856 | 1861 | 1866 | 1872 | 1876 | 1881 | 1886 | 1891 | 1896 |
| ---- | ---- | ---- | ---- | ---- | ---- | ---- | ---- | ---- |
| 691  | 684  | 672  | 610  | 591  | 580  | 561  | 563  | 550  |

| 1901 | 1906 | 1911 | 1921 | 1926 | 1931 | 1936 | 1946 | 1954 |
| ---- | ---- | ---- | ---- | ---- | ---- | ---- | ---- | ---- |
| 548  | 525  | 530  | 520  | 499  | 499  | 521  | 553  | 556  |

| 1962 | 1968 | 1975 | 1982 | 1990 | 1999 | 2006 | 2008 | 2013 |
| ---- | ---- | ---- | ---- | ---- | ---- | ---- | ---- | ---- |
| 606  | 605  | 600  | 614  | 673  | 663  | 642  | 637  | 650  |

| 2018 | 2022 | - | - | - | - | - | - | - |
| ---- | ---- | - | - | - | - | - | - | - |
| 637  | 638  | - | - | - | - | - | - | - |

### Enseignement

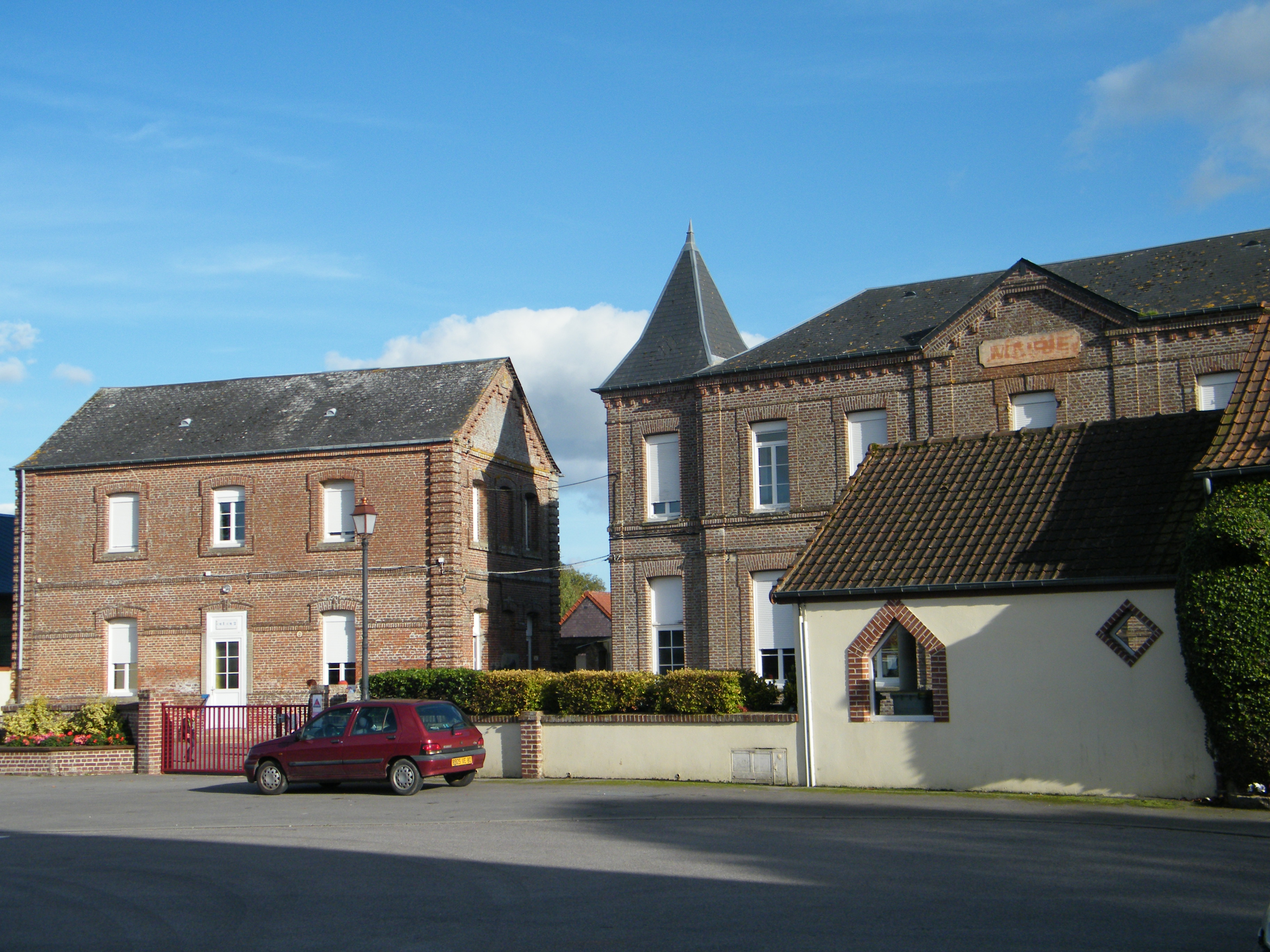
L'école, l'ancienne mairie, la bibliothèque.

La commune fait partie d'un regroupement pédagogique intercommunal dispersé (RPI), géré par un syndicat intercommunal à vocation scolaire, (SISCO), qui regroupe les écoles de trois communes : Franleu, Ochancourt et Valines. En 2018, chacune des trois communes possède au moins une classe.
À la rentrée 2019, l'école de Franleu quitte le regroupement pour se rapprocher de la communauté d'agglomération Baie de Somme.
En 2022, le RPI Ochancourt-Valines est dissous.

### Sport
L'AS Valines est le club de football de la commune. Il évolue en 1re division du District de la Somme. L'équipe a atteint les 1/4 de finale du Challenge du District en 2017 et a battu Auxi-le-Château (Excellence) au 4e tour de la Coupe de la Somme un an plus tard[réf. nécessaire].

## Culture locale et patrimoine

### Lieux et monuments
- Église de la Nativité-de-la-Sainte-Vierge, toute en brique rouge[37],[38]. Une Vierge de pierre est encastrée dans le chevet de l'église depuis 1903. 
Dans le chœur furent inhumés : Marguerite Le Roy de Valines, morte à 6 ans et demi le 6 décembre 1724 et Louis Nicolas Le Roy, écuyer, seigneur de Yalines, mort empoisonné par son fils, le 2 juillet 1763[39].

- Anciens bâtiments industriels de la Serrurerie Forestier Frères[40], dont le bâtiment, édifié vers 1880, est un réemploi d'éléments de l'ancien château de Valines.

- Le monument aux morts, en pierre blanche, a été financé par souscription publique. L'Amiénois Albert Roze en est le sculpteur. L'inauguration date de 1920[20].
- La chapelle de Saint-Mard dédiée à saint Médard. La chapelle primitive, alors église paroissiale, est datée du XIIe siècle. La cloche de 1615 est ainsi gravée : « Anne, suis nommée par Dame de Hondecoustre Dame de Saint-Mard en l'an 1615, Florimond Masinguehen, son fils, seigneur de la Neuville Boismond et Estrebœuf, dame Anne de Warlusel, sa femme »[41],[42].

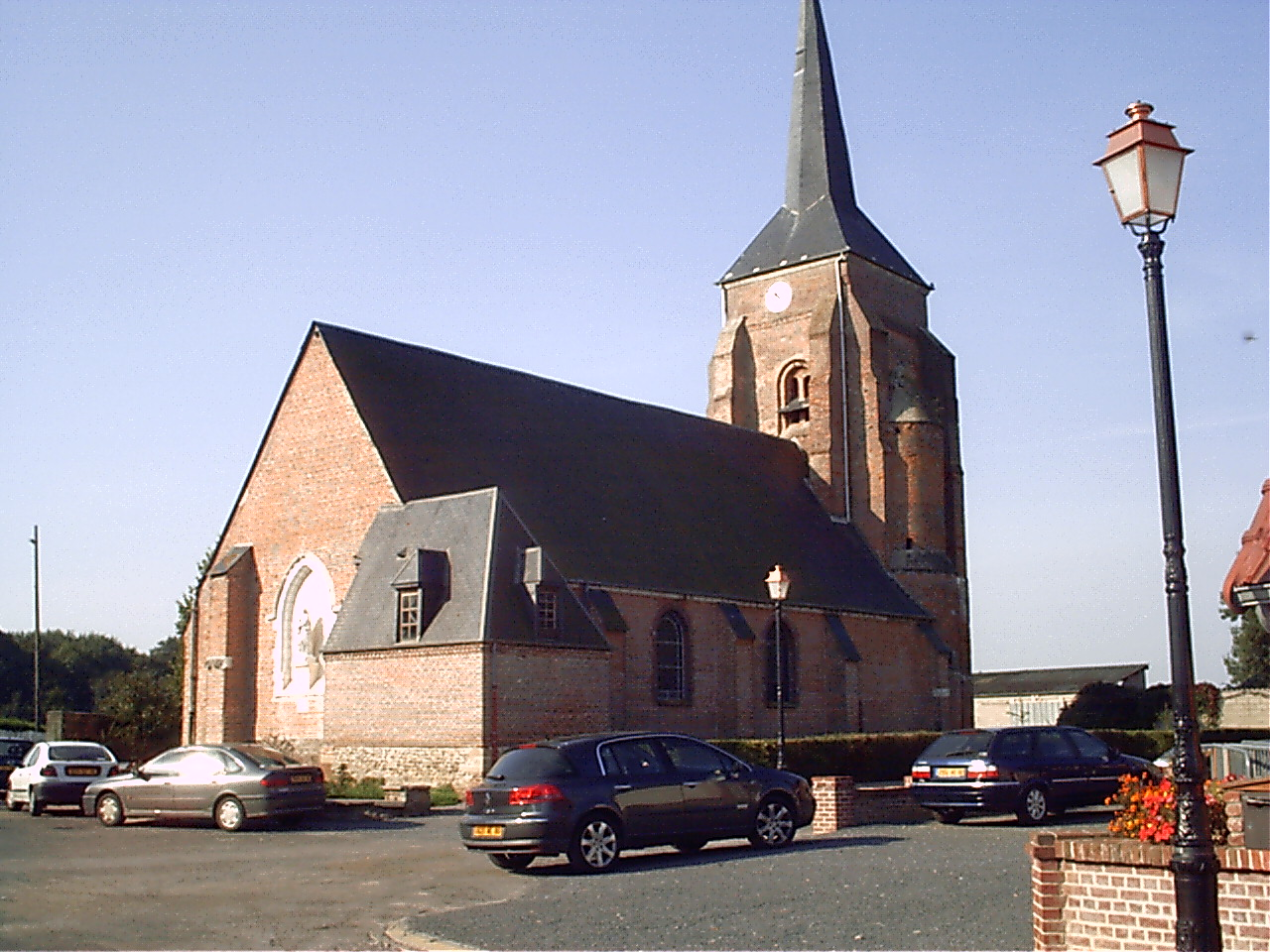
L'église de Valines.
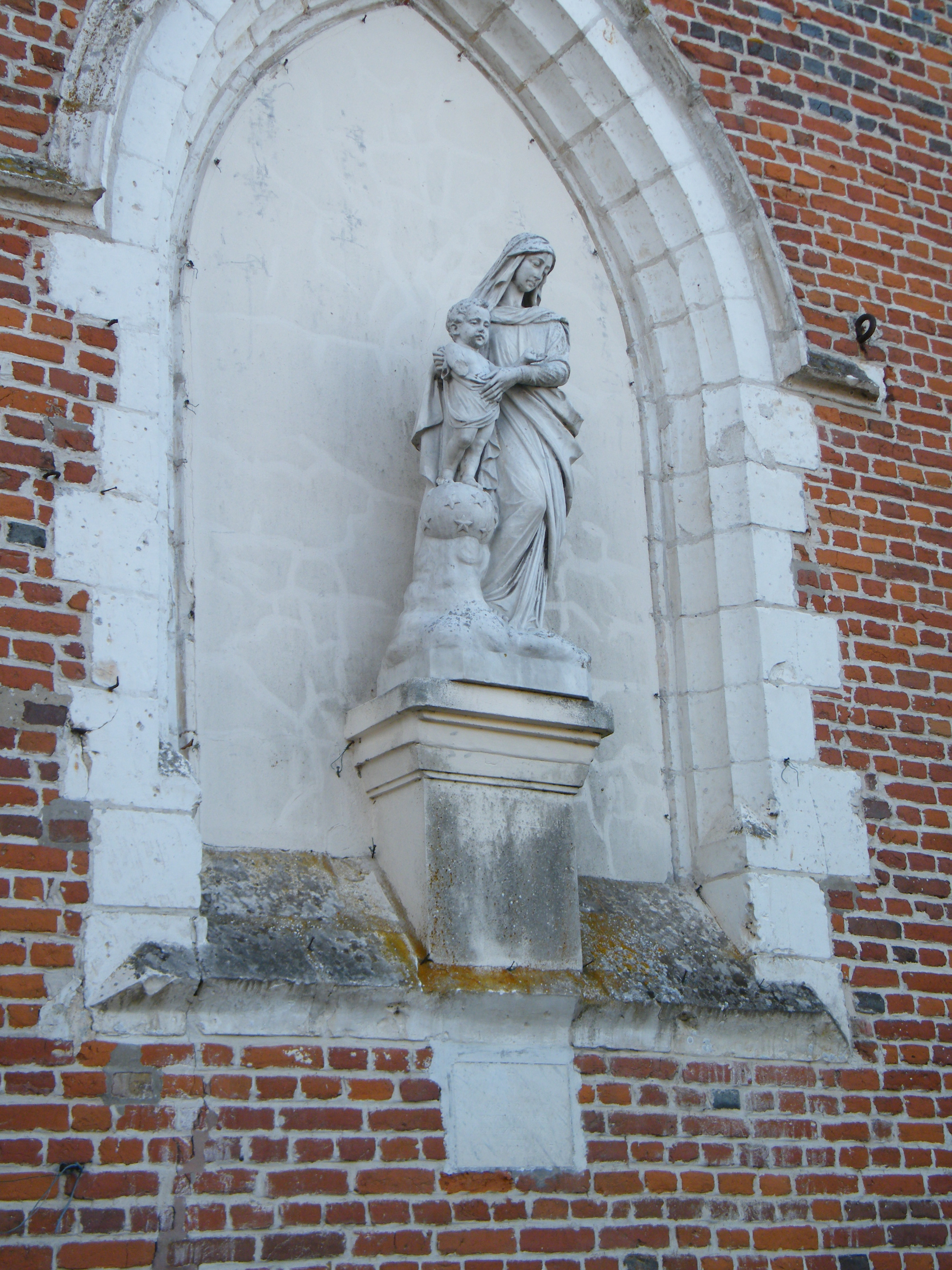
Vierge sur le chevet de l'église.
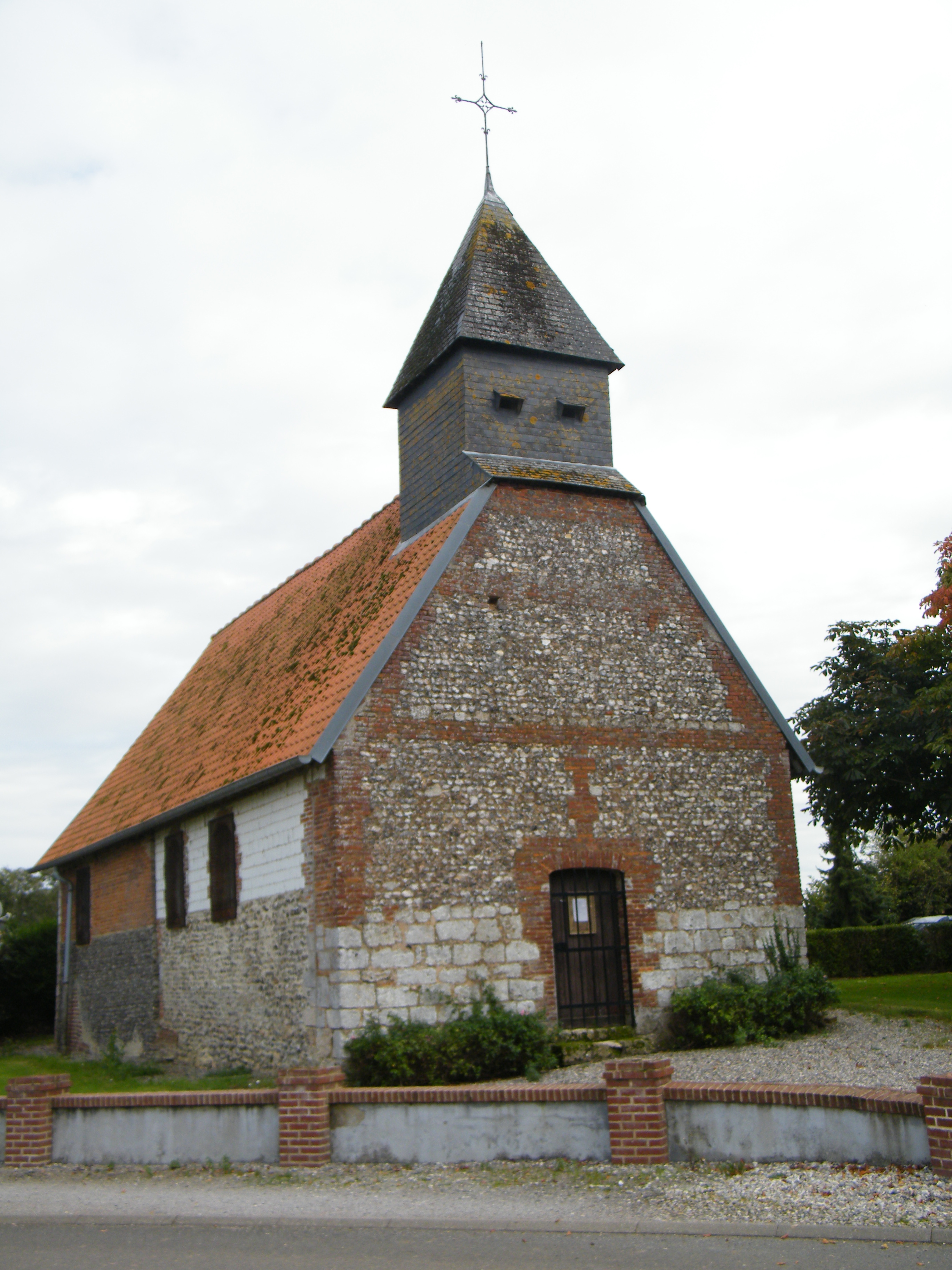
Chapelle de Saint-Mard.
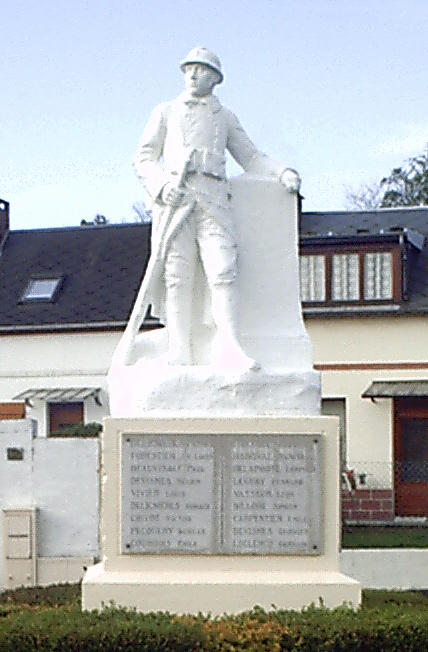
Le monument aux morts.
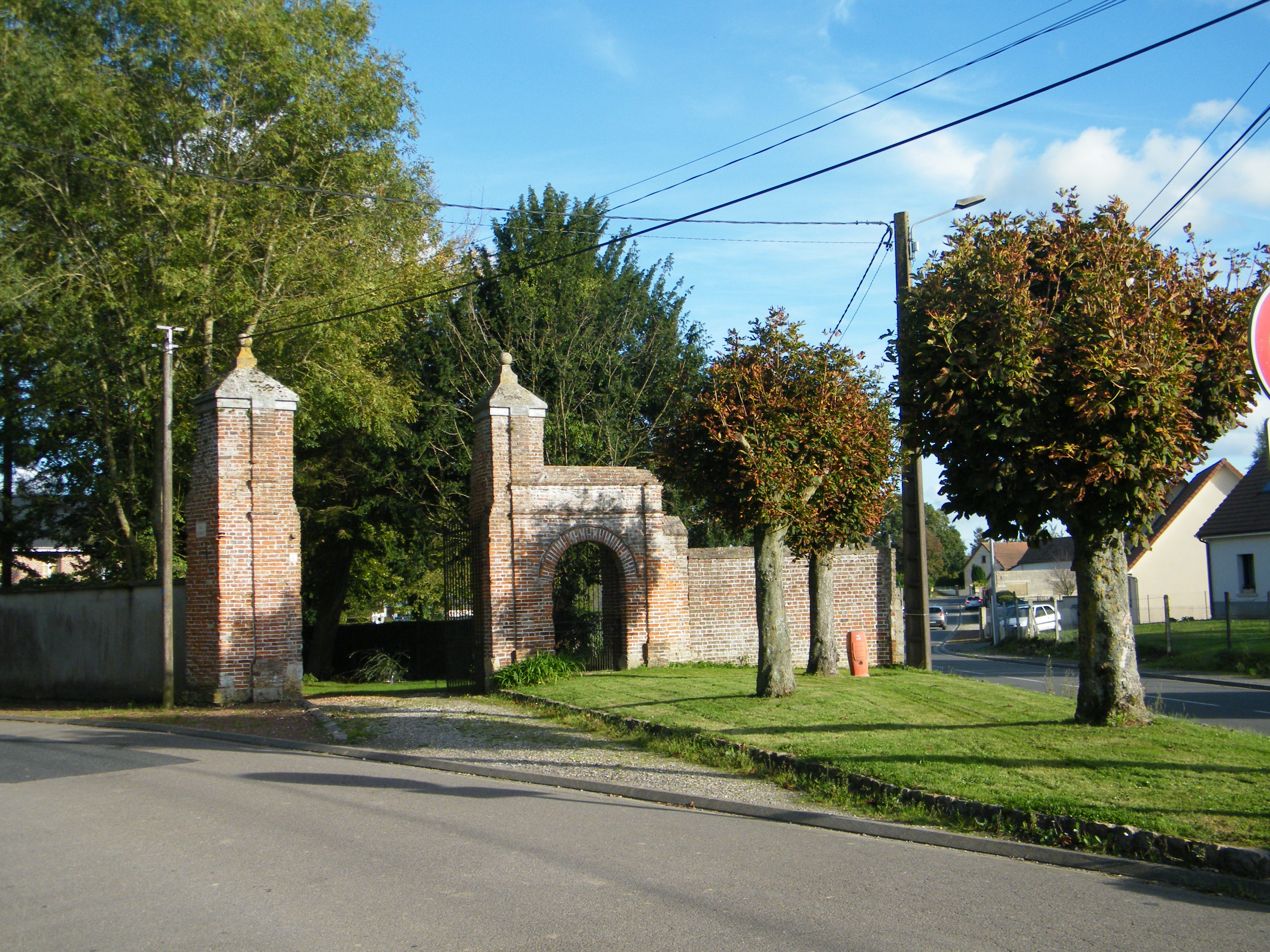
Appareillage de briques d'une entrée de propriété

### Personnalités liées à la commune
Charles François Joseph de Valines (1746-1764), seigneur de la localité, suspecté d'avoir empoisonné trois personnes à l'arsenic (dont ses parents) et tenté d'en avoir empoisonné neuf autres, supplicié et brûlé à Abbeville.
Gilbert Hecquet dit Gilbert Richard, producteur-animateur de télévision, a passé (avant la Seconde Guerre mondiale), une partie de son enfance à Valines[réf. nécessaire].

### Héraldique
| Blason de Valines | Blason  | D'azur à trois écussons d'or chargés chacun d'une croix pattée de gueules. Ornements extérieursLe blason est orné et couronné de lambrequins d'azur et d'argent. |
| Blason de Valines | Détails | Inspiré du blason de la famille Le Roy, seigneurs du lieu. Il a été fondu sur la plus grosse cloche de l'église. Les couleurs : la gueule (rouge), symbolise la loyauté, la passion et la vaillance ; l'azur est synonyme de loyauté, d'autorité. Le conseil municipal a adopté le blason le 30 janvier 2013. |